# Gauer River
Der Gauer River ist ein rechter Nebenfluss des Churchill River in der kanadischen Provinz Manitoba.
Der Gauer River bildet den Abfluss des Sees Uhlman Lake. Er fließt in nördlicher Richtung. Er durchfließt den See Gauer Lake in nordöstlicher Richtung, nimmt den rechten Nebenfluss Meethachos River auf und durchströmt anschließend den Thorsteinson Lake vom südlichen Seeende zum nordwestlichen Seeende. Der Gauer River mündet schließlich in den am Unterlauf des Churchill River gelegenen Missinipi Lake. Der Gauer River hat eine Länge von etwa 120 km. Sein Einzugsgebiet umfasst ungefähr 6000 km². Der mittlere Abfluss beträgt unterhalb des Thorsteinson Lake 39 m³/s.